# Malik Fakhr al-Din
Malik Fakhr al-Din fou malik de la dinastia Kart d'Herat.
El 1295 Il-khan Ghazan va desposseir a Malik Shams al-Din II i va entregar l'administració dels seus dominis al seu fill Fakhr al-Din que havia passat set anys a la presó (1288-1295) per orde del seu pare i havia estat alliberat per la intercessió del general Nawruz (1295).
El 1296 Nawruz es va revoltar i Fakhr al-Din en agraïment li va oferir asil però quan va veure la força mongola que s'acostava a Herat, no va tenir més remei per salvar-se ell mateix i el seu domini que trair al general al que va entregar a les forces de Ghazan.
Fakhr al-Din va crear institucions caritatives, va protegir poetes i savis i el territori va gaudir de pau.
El 1304 no va voler reconèixer a Oldjeitu com a successor de Ghazan, cosa que va provocar el conflicte. En tot aquest temps Shams al-Din II no va abandonar la seva residència al castell de Khaysar on va morir el 3 de setembre del 1305, després de mort el kan Ghazan. El 1306 una expedició militar enviada per Oldjeitu (deu mil homes dirigits pel general Danishmend Bahadur) va arribar a Herat i Fakhr al-Din els va deixar entrar i quan estaven confiats els va atacar per sorpresa i els va aniquilar.
Finalment una segona expedició militar fou enviada per Oldjeitu a Herat, i Fakhr al-Din va morir a la lluita (26 de febrer de 1307). El va succeir el seu germà Malik Ghiyath al-Din